# Броненосні крейсери типу «Карденал Сіснерос»

Крейсери типу «Карденал Сіснерос» — тип броненосних крейсерів іспанського флоту кінця 19 — початку 20 століть. Тип складався з трьох кораблів.  З початком будівництва головного корабля класу в 1890 році, він вважався, по суті, повторенням трьох  броненосних крейсерів типу «Інфанта Марія Тереса», але з більш сучасним і збалансованим озброєнням. 

### Рушій
Кораблі були оснащені двома валовими паровими машинами потрійного розширення, які мали потужність 11 000 кВатт і розвивав максимальну швидкість 20 вузлів. 

### Броня
Кораблі мали поясне бронювання.  Однак, оскільки ці кораблі були фундаментально модернізованими крейсерами класу типу «Інфанта Марія Тереса»,  кораблі були недостатньо броньовані за стандартами того часу. 

### Озброєння
Основним озброєнням кораблів були дві 240 мм гармати в окремих баштах. Допоміжне озброєння включало вісім 140 мм гармат, теж розміщених в окремих баштах.

## Кораблі
- «Прінсеса де Астуріас» замовили у вересні 1889 року, заклали в  Арсеналі де ла Карарака у Сан-Фернандо (Кадіс) у 1890 р. Спущений на воду 17 жовтня 1896 р., після невдалої спроби спусу 9 жовтня[2], включений до складу флоту 1902 р. Виведений з експлуатації 1927 р.
- «Каталунья» заклали у Картахені у 1890 р. спущені на воду 24 вересня 1900 р.  Включений до складу флоту 1903 р. «Каталунья» був виведений з експлуатації 1929.
- «Карденал Сіснерос» заклали у Ферролі у 1890 р. Спущений на воду 19 березня 1897 р. та включений до складу флоту 1902 р. Крейсер втрачений у катастрофі 28 жовтня 1905 р.[3]